# Green Goblin
De Green Goblin is een fictieve superschurk uit de strips van Marvel Comics, en een van de grootste vijanden van Spider-Man. Bedacht door Stan Lee en Steve Ditko. Hij verscheen voor het eerst in Amazing Spider-Man #14 (Juli 1964).
In totaal hebben verschillende personen het alter ego van de Green Goblin aangenomen. De bekendste (mede door de Spider-Man film uit 2002) is de originele en huidige Green Goblin, de industrieel Norman Osborn. Van Norman werd jarenlang gedacht dat hij dood was (langer zelfs dan bij andere “gestorven” superschurken die later toch niet dood bleken te zijn).
De Green Goblin is als superschurk het meest berucht vanwege zijn moord op Spider-Mans vriendin Gwen Stacy. Dat leverde hem ook de titel van Spider-Mans gevaarlijkste tegenstander op.
Naast de andere Green Goblins verschenen later ook een paar op de Green Goblin gebaseerde vijanden zoals de Hobgoblin en de minder bekende Demogoblin.

## Biografie
De originele Goblin was Norman Osborn, een meedogenloze industrieel die samen met Dr. Mendal Stromm een groot bedrijf had opgezet. Na zich van Dr. Stromm te hebben ontdaan om geheel controle over het bedrijf te krijgen, ontdekte Norman een experimentele formule voor een kracht- en intelligentieversterkend serum. Toen Norman dit serum probeerde te maken ontplofte het in zijn gezicht. Het mengsel gaf Norman inderdaad verhoogde kracht en intelligentie, maar dreef hem uiteindelijk tot waanzin.
Osborn nam hierna de identiteit aan van de Green Goblin: een geheel in groen en paars geklede superschurk gebaseerd op een monster waar hij tijdens zijn jeugd bang voor was. Door zijn misdaden liep hij al snel Spider-Man tegen het lijf. Om Spider-Man beter te kunnen bevechten bouwde Norman de beroemde Goblin Glider waarmee hij door de lucht kon reizen, en verschillende andere wapens zoals zijn bekende pompoen-granaten, razorbats en handschoenen die energieschoten afvuurden.
Na ontdekt te hebben dat Peter Parker Spider-Man was, ontvoerde Norman hem en onthulde tevens zijn eigen identiteit. De twee vochten, waarbij Norman werd verslagen en zijn geheugen verloor. In een poging Normans waanzin te beëindigen verbrandde Peter het Green Goblin-kostuum.
De Goblin-persoonlijkheid liet Norman echter niet los, en stak uiteindelijk weer de kop op. Hij ontvoerde Spider-Mans vriendin Mary Jane Watson en gooide haar van de Washington Bridge af. Ten gevolge hiervan vond het laatste gevecht plaats tussen Spider-Man en de Green Goblin, waarbij Norman werd doorboord door zijn eigen Goblin Glider. Hierna werd hij jarenlang dood gewaand.

### Andere Green Goblins
Tijdens Normans afwezigheid namen verschillende andere mensen de identiteit van de Green Goblin over.

#### Dr. Bart Hamilton
Dr. Bart Hamilton was een psychiater die Harry Osborn behandelde nadat hij was gearresteerd. Hamilton had zelf echter het idee opgevat om de derde Green Goblin te worden. Via hypnose ontfutselde hij Harry het geheim van de Green Goblin en stal vervolgens zijn wapens en kostuum. Hij was echter een amateur vergeleken met de vorige twee goblins. Uiteindelijk stierf hij door een bom die voor Spider-Man bedoeld was. Jaren later was Hamilton een van de mensen van wie werd gedacht dat hij de Hobgoblin was, maar dit gerucht bleek niet waar.

#### Phil Urich
Nadat Harry Osborn stierf aan de gevolgen van het Goblinserum werden zijn spullen overgenomen door Philip Benjamin “Phil” Urich, die probeerde een reputatie als superheld op te bouwen. Dit lukte aardig, hoewel hij soms net zo psychisch gestoord leek als zijn voorgangers. Nadat zijn Goblinspullen werden beschadigd in een gevecht met een Sentinel gaf hij zijn rol als Green Goblin op.

### De terugkeer van Norman Osborn
Nadat Phil Urich zijn rol als Green Goblin opgaf bleek dat Norman Osborn nog leefde. Dit was een erg controversiële beslissing van Marvel, maar wel een die nodig werd geacht. Onthuld werd dat dankzij het serum Norman genas van zijn verwondingen en uitweek naar Europa. Hier was hij jarenlang achter de schermen verantwoordelijk voor veel van Peters ellende. Zo was hij betrokken bij de Clone Saga, waarin hij de documenten verwisselde, waardoor het leek dat Ben Reilly de echte Spider-Man was en Peter Parker een kloon. Tevens liet hij een van zijn helpers Mary Jane Watson vergiftigen en hun “doodgeboren” kind ontvoeren. Een tijdje liet hij een genetisch wezen, ooit een mens, onder zijn bevel de vijfde Green Goblin worden. Dit wezen bleek echter onstabiel, en smolt weg.

### De Goblins opvolger
Nadat de vijfde Goblin was gestorven, kwam Norman met een nieuw plan voor Spider-Man, hij wilde dat Peter zijn opvolger zou worden. Hij drogeerde Parker met en drug zodat deze, verkleed als de Green Goblin, zijn vrienden aanviel. Daarna nam Norman hem mee naar zijn oude huis en probeerde hem te overtuigen in zijn voetsporen te treden. Dagen van psychologische en fysieke marteling volgde, maar Peter weigerde op het laatste moment alsnog Normans aanbod. Peter besloot zijn vijandschap met Norman eens en voor altijd af te handelen. Bijna vermoordde hij Norman, maar op het laatste moment hield hij zich in omdat als hij toe zou geven aan zijn haat en Norman zou doden, het laatste beetje van Gwen ook zou sterven.

### Normans ontmaskering
De Green Goblins ware identiteit werd publiekelijk bekendgemaakt na een grondig onderzoek gedaan door de Daily Bugle. Hierop werd Norman gearresteerd en ging naar de gevangenis, voor de eerste keer in het 40-jarig bestaan van de Green Goblin.
Norman had echter een plan klaar voor als dit zou gebeuren. Hij huurde de Scorpion in om Peters tante May te ontvoeren en Peter zo te dwingen hem te helpen ontsnappen. Daarna stelde Norman het Sinister Twelve team samen om Spider-Man te verslaan. Toen de Sinister Twelve werden verslagen, ging Norman ervandoor.

### Sins Past
In de controversiële verhaallijn “Sins Past” werd onthuld dat kort voor haar dood Gwen Stacy en Norman Osborn een affaire hadden, en Gwen een tweeling kreeg. Na Gwens dood nam Osborn de kinderen mee naar Europa en noemde ze Gabriel and Sarah. Door toedoen van de Goblin formule die Norman op zichzelf had gebruikt werden de kinderen veel sneller ouder dan normaal. Gabriel en Sarah dachten dat Peter hun vader was en hun moeder had gedood. Peter wist Sarah uiteindelijk te overtuigen van de waarheid, maar Gabriel niet. Gabriel nam de identiteit van een alternatieve Green Goblin genaamd de "Grey Goblin" aan en bevocht Spider-Man. Bij het gevecht verloor Gabriel zin geheugen en vertrok met Sarah naar Europa.
Tijdens de Civil War-verhaallijn probeerde Osborn zijn publieke imago op te poetsen door leider te worden van de Thunderbolts. Tevens nam hij de superheld-identiteit Iron Patriot aan, maar hield deze nieuwe levensstijl niet lang vol.

## Krachten en apparatuur
Het serum dat Norman Osborn, en later zijn opvolgers, veranderde in de Green Goblin gaf hem toegenomen (maar niet bovenmenselijke) intelligentie en gelimiteerde superkracht. Later nam Normans kracht toe tot ongeveer hetzelfde niveau als dat van Spider-Man. Verder beschikt de Goblin over toegenomen reflexen, snelheid en bescherming tegen verwondingen. Osborne is ook in staat snel te genezen van normaal dodelijke verwondingen (dit werd echter pas later geïntroduceerd als verklaring hoe Norman zijn verwondingen door de Glider overleefde).
Naast over het serum beschikt de Green Goblin over een groot arsenaal aan wapens en gadgets. Het bekendst is de Goblin Glider, een eenpersoons luchttransportmiddel met snelheden tot 300 mijl per uur en erg manoeuvreerbaar.
Norman is bovendien erg bedreven in genetica, robotica en chemie. Zo ontwierp hij pompoen-achtige granaten als wapens en verscheidene gifgassen.
De superheld Green Goblin (Phil Urich) beschikte over een oorverdovende maniakale lach om zijn vijanden mee te verzwakken. In tegenstelling tot de andere Goblins kreeg Phil maar een kleine dosis van het Goblinserum. Zijn krachten kwamen grotendeels van het Goblinmasker, dat via een elektrische schok zijn kracht en snelheid deed toenemen zonder de negatieve bijwerkingen van het serum.

## Ultimate Green Goblin
In de Ultimate Marvel strips is Norman Osborn een corrupte industrieel en wetenschapper, die probeerde het Supersoldaten-Serum waarmee Captain America zijn krachten verkreeg te verbeteren. Bij een van deze experimenten werd een spin geïnjecteerd met het nieuwe serum. Deze spin beet vervolgens Peter Parker, die hierdoor Spider-Man werd. Norman concludeerde dat het serum gecombineerd met spinnen DNA Peter de eigenschappen van een spin gaf. Hij probeerde het vervolgens op zichzelf. Het experiment ging mis en Norman veranderde in de monsterlijke Green Goblin.
Om alle bewijzen over zijn bestaan te vernietigen vermoordt Norman zijn vrouw en probeert ook zijn zoon Harry te vermoorden. Later leert Norman hoe hij zijn verandering in de Goblin kan beheersen. Hij probeert Spider-Man via dreigementen over te halen voor hem te gaan werken, maar die weigert. In en gevecht met de Ultimates wordt Norman neergeschoten en gearresteerd.
Het grootste verschil tussen Ultimate Green Goblin en de Green Goblin uit de originele strips is, dat in de Ultimate strips Norman in een echte goblin verandert, terwijl zijn tegenhanger uit de originele strips slechts verkleed is als een goblin. Ook kan de Ultimate Green Goblin vuur schieten vanuit zijn handen.

## Green Goblin in andere media

### Televisie
In bijna elke animatieserie over Spider-Man kwam de Green Goblin wel op een of andere manier voor
- De Green Goblins eerste verschijning was in de Spider-Man animatieserie uit 1967. Veel fans waren teleurgesteld over deze Green Goblin. Bijvoorbeeld: deze Green Goblin was een ordinaire overvaller die bovendien geïnteresseerd was in magie en het bovennatuurlijke. Dingen die de Green Goblin uit de strips niet interesseerden.
- In de Spider-Man animatieserie uit 1981 kwam een Green Goblin voor die veel overeenkomsten vertoonde met de Lizard. Deze Green Goblin had een serieus medisch probleem en veranderde telkens tegen zijn wil in de Green Goblin.
- De Green Goblin verscheen ook in Spider-Man and His Amazing Friends
- De Green Goblin die voorkwam in de Spider-Man animatieserie uit 1994 kwam tot nu toe het dichtst in de buurt van de Green Goblin uit de strips. Zowel Norman als Harry worden in deze serie de Green Goblin. Hoewel Norman al vroeg werd geïntroduceerd in de serie, was zijn Green Goblin alter-ego een laatkomer. Pas in seizoen 3 verscheen de Green Goblin voor het eerst. Hij werd de Green Goblin na een ongeluk met een experimentele formule voor de Kingpin. De Norman Osborn versie van de Green Goblin wordt voor het laatst gezien wanneer hij de Time Dilation Accelerator, een apparaat dat poorten naar andere dimensies kan openen, steelt van de Kingpin. Zowel de Green Goblin als Mary Jane vallen in zo’n poort en keren niet meer terug. Later in de serie ontdekt Harry Osborn zijn vaders identiteit als de Green Goblin, en neemt deze over. Hij geeft de rol echter op nadat zijn vriendin Liz Allan hem hiertoe overhaalt. In de laatste aflevering bezoekt Spider-Man een alternatieve realiteit, waar hij onder andere de Green Goblin uit die realiteit ontmoet.
- Een alternatieve versie van de Green Goblin verscheen in de animatieserie Spider-Man Unlimited. Deze Green Goblin, wiens ware identiteit niet werd onthuld, was juist een superheld. Ook gebruikte hij geen Goblin Glider, maar had twee vleermuisvleugels aan zijn kostuum waarmee hij kon vliegen.
- De Norman Osborn-versie van de Green Goblin doet ook mee in de serie The Spectacular Spider-Man.
- Norman Osborn verschijnt in de Disney+ animatieserie Your Friendly Neighborhood Spider-Man uit 2025. De stem van Norman Osborn werd voor deze serie ingesproken door Colman Domingo. De animatieserie speelt zich af in het Marvel Cinematic Universe, maar speelt zich wel af in een ander universum dan de Spider-Man films met Tom Holland.

### Films

#### Sam Raimi-trilogie
In de blockbuster Spider-Man wordt Norman Osborn gespeeld door Willem Dafoe.
"Norman Osborn" ondergaat een verandering. Om zijn bedrijf te redden van de dreiging een belangrijk militair contract te
verliezen aan een concurrent, besluit hij de nog experimentele formule voor een prestatieversterker op zichzelf uit te testen. Het middel vergroot zijn kracht en intelligentie, maar drijft hem tot waanzin. Hij ontwikkelt een tweede, kwaadaardige persoonlijkheid die iedereen die Norman in de weg staat uit de weg ruimt. Gewapend met de militaire wapens die Oscorp aan het ontwikkelen was, valt Norman zijn concurrent Quest Aerospace aan. Zijn eerste openbare verschijning is tijdens het World Unity Festival, waar Norman alle leden van Oscorps raad van bestuur uit de weg ruimt, omdat ze hem als directeur wilden ontslaan. Dit levert ook zijn eerste conflict met Spider-Man op. Normans gekostumeerde alter ego krijgt later van Daily Bugle-hoofdredacteur J. Jonah Jameson de naam “Green Goblin”.
Norman probeert Spider-Man over te halen aan zijn kant te vechten, maar hij weigert. Door toedoen van een wond aan Spider-Mans arm, ontdekt Norman de ware identiteit van Spider-Man en gebruikt hij deze kennis om Peters geliefden aan te vallen, te beginnen met zijn tante May Parker.
In de climax van de film ontvoert Norman Mary Jane en neemt haar mee naar de Queensboro Bridge. Hij geeft Spider-Man de keuze: Mary Jane redden, of een tramcabine vol kinderen. Spider-Man weet met behulp van omstanders beide te redden, waarna hij en de Goblin het uitvechten in een verlaten gebouw op Roosevelt Island. Tijdens dit gevecht wordt de Goblin ontmaskerd. Hij probeert Spider-Man in de rug aan te vallen met zijn Glider. Spider-Man springt echter op het laatste moment omhoog waardoor Norman door zijn eigen Glider wordt doorboord. Met zijn laatste woorden vraagt hij Peter om niets tegen Harry te zeggen.
Omdat Peter Harry inderdaad niets vertelt over het feit dat zijn vader de Green Goblin was, denkt Harry dat Spider-Man Norman heeft gedood en zweert wraak. In de tweede film ontdekt Harry dat Peter Spider-Man is, waardoor hij denkt dat Peter zijn vader heeft vermoord.
In de volgende twee films van de trilogie wordt Norman enkel nog gezien als illusie in de gedachten van Harry. Wel wordt in de derde film Harry Osborn de New Goblin.

#### The Amazing Spider-Man
Norman Osborn verschijnt in een korte scene in de film The Amazing Spider-Man 2 (2014), waarin hij wordt gespeeld door Chris Cooper. 

#### Spider-Man: No Way Home
In de film Spider-Man: No Way Home keert Willem Dafoe terug als Green Goblin als hij uit het universum waar de Sam Raimi trilogie zich afspeelt wordt gehaald naar het Marvel Cinematic Universe, het universum waar Spider-Man: No Way Home zich afspeelt. Green Goblin denkt dat hij tegen de Spider-Man vecht uit zijn wereld wat wordt gespeeld door Tobey Maguire, maar in plaats daarvan vecht hij tegen de Spider-Man die wordt gespeeld door Tom Holland. Uiteindelijk wordt Green Goblin opgesloten door Dr. Strange samen met Electro en Lizard uit het universum waar The Amazing Spider-Man zich afspeelt, en met Dr. Octopus en Sandman uit het universum waar de Sam Raimi trilogie zich afspeelt.

#### Overige films
- Norman Osborn is een onzichtbaar personage in de film The Amazing Spider-Man. Dr. Connors werkt in de film voor Osborne's bedrijf, en Osborne financiert Connors onderzoek daar hij zelf chronisch ziek is en hoopt dat Connors een geneesmiddel voor hem kan vinden. In de tweede film uit de reeks, The Amazing Spider-Man 2, doet Norman's zoon Harry zijn intrede, en neemt uiteindelijk de identiteit van de Green Goblin aan.
- Hoewel er geen versie van Norman Osborn bestaat binnen het Marvel Cinematic Universe, heeft zijn alter-ego de Iron Patriot model gestaan voor het harnas van War Machine in de film Iron Man 3.
- De Ultimate versie van Norman Osborn / Green Goblin verscheen in de animatiefilm Spider-Man: Into the Spider-Verse uit 2018, waarin hij werd ingesproken door Jorma Taconne.
- De Green Goblin versie uit het Spider-Man videospel uit 1982 verschijnt in een niet-sprekende rol in de animatiefilm Spider-Man: Across the Spider-Verse uit 2023.